# A.S.D. Smith
Arthur Saxon Dennett Smith, detto A.S.D. (Sussex, 1883 – 1950), è stato uno scrittore, linguista e insegnante britannico, pioniere della rinascita della lingua cornica e della creazione della letteratura cornica moderna.

## Biografia

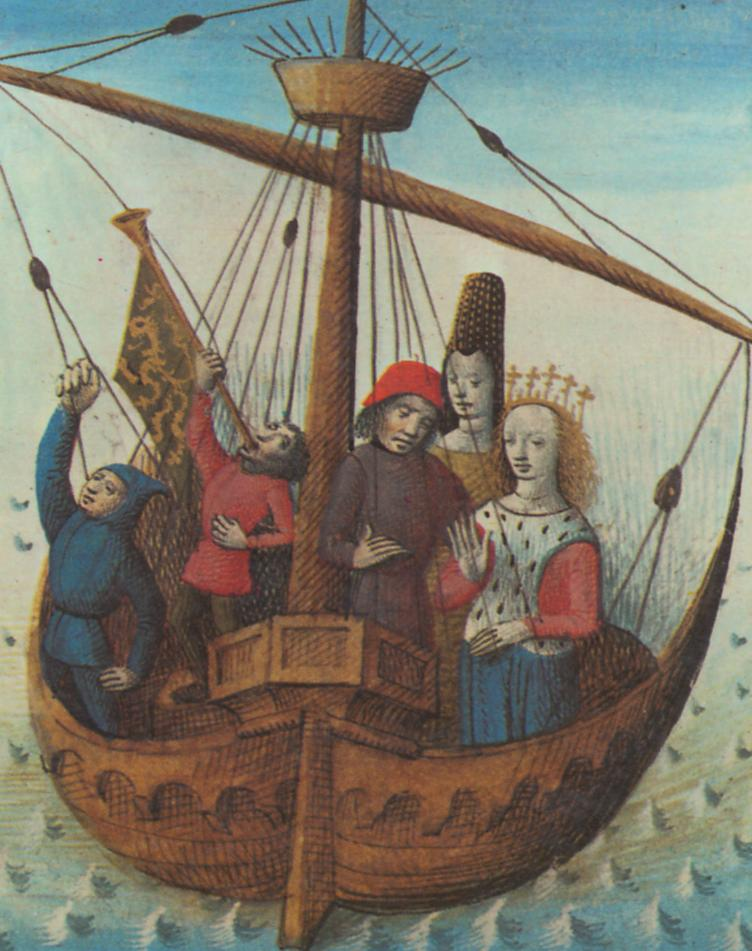
Tristano e Isotta in una miniatura francese del XV secolo.

Meglio conosciuto come "A.S.D. Smith" o con il nome d'arte bardico di "Caradar", nacque nella contea del Sussex, in Inghilterra, da genitori cornovagliesi. Fu un membro del "Gorsedh" della lingua cornica, dove assunse il succitato nome d'arte. Riposa nel cimitero di Amberley, sempre nel Sussex.
Studiò fin da giovane la lingua gallese, per la quale scriverà in seguito il metodo d'apprendimento Welsh Made Easy (Il gallese reso facile). Iniziò per conto proprio lo studio della lingua cornica con il libro, a base gallese, Llawlyfr Cernyweg Canol (Manuale di cornico medio) di Henry Lewis.
Nell'anno 1930 diventò insegnante a Tiverton dove insegnò il cornico agli alunni della scuola, per i quali scrisse il manuale Lessons in Spoken Cornish. Nel 1934 collaborò con Robert Morton Nance e Henry Jenner per la compilazione dei dizionari English-Cornish Dictionary/Gerlyver Sowsnek-Kernewek e Gerlyver Noweth Kernewek ha Sawsnek/Cornish-English Dictionary. Nel 1936 pubblicò un dizionario terminologico dal titolo Kernow; e nel 1939 il libro didattico Cornish Simplified, ancora oggi molto apprezzato. Infine pubblicò il manuale didattico How to Learn Cornish ed una storia della lingua The Story of the Cornish Language.
Fu anche un valente letterato: la sua traduzione, pubblicata nel 1950, del poema Trystan hag Ysolt (Tristano e Isotta), versione della nota leggenda da parte dello scrittore francese Joseph Bédier (Le Roman de Tristan et Iseut, 1900), è da molti ritenuta la più bella opera della letteratura cornica moderna. Scrisse inoltre il libro di racconti Nebes Whethlow Ber. Tradusse in cornico alcune parti dei Mabinogion gallesi; degna di nota anche la traduzione del racconto popolare Seven Sages of Rome (I sette savi di Roma), di origine orientale e noto in molte lingue, ma che Smith tradusse dalla versione gallese del Red Book of Hergest / Llyfr Coch Hergest (Libro rosso di Hergest) (1382-1410), e che pubblicò nel 1948 con il titolo Whethlow an Seyth Den Fur a Rom.